# Lagos del bajo Prut

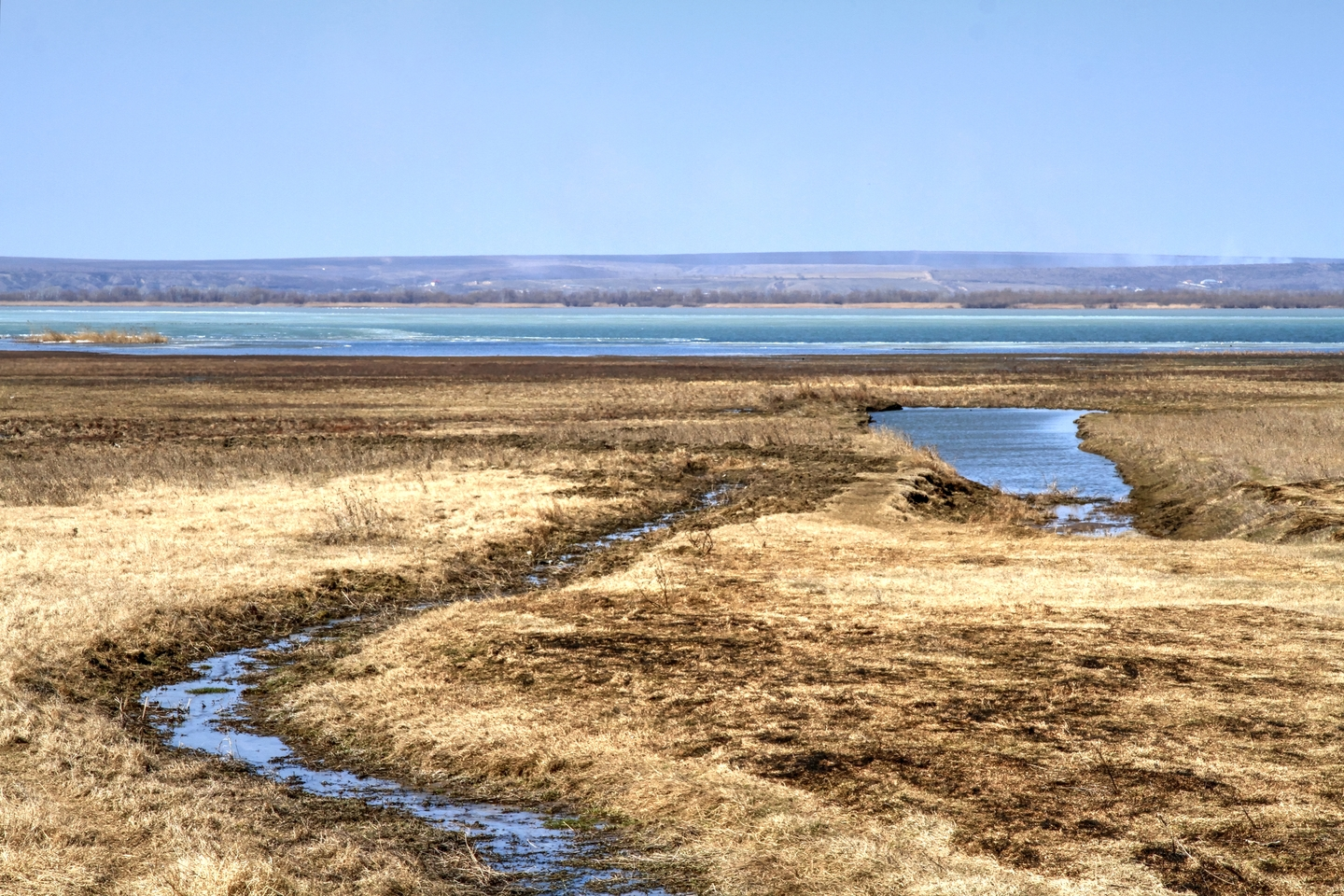
Lago Rotunda, Bajo Prut.

Los Lagos del Bajo Prut son un humedal de importancia internacional en el suroeste de la República de Moldavia, protegido por el Convenio de Ramsar como Sitio Ramsar n.º 1.029. Fue establecido el 20 de junio del año 2000. Se extiende por 19.152 hectáreas, dentro de las cuales están las 1.755 hectáreas de la reserva estricta del Bajo Prut (en rumano, Rezervația Prutul de Jos, "Reserva del Bajo Prut"), que es una reserva científica de Moldavia y fue establecida el 23 de abril de 1991. La reserva estricta abarca una superficie de 1.691 hectáreas e incluye el lago Beleu (800 hectáreas) y prados adyacentes. 
La altitud de este sitio Ramsar está entre 2 y 153 m s. n. m. El sitio se encuentra entra la ciudad de Cahul y el pueblo de Giurgiulești en la parte inferior del valle del río Prut, dentro de la región administrativa de Distrito de Cahul. El río Prut forma el límite occidental del sitio y también la frontera estatal con Rumania. 
Aquí se encuentran los lagos naturales más grandes de Moldavia, Beleu y Manta. Estos lagos son ecosistemas únicos, llanuras inundadas de la región del Bajo Danubio. En este lugar viven especies en peligro, con peces como el esturión ruteno (Acipenser ruthenus), pez del fango y carpa, aves como barnacla cuellirroja, ganso pequeño, águila moteada, rey de codornices y malvasía cabeciblanca, y mamíferos como murciélago pequeño de herradura, el murciélago Myotis dasycneme, nutria y visón europeo.

## Galería

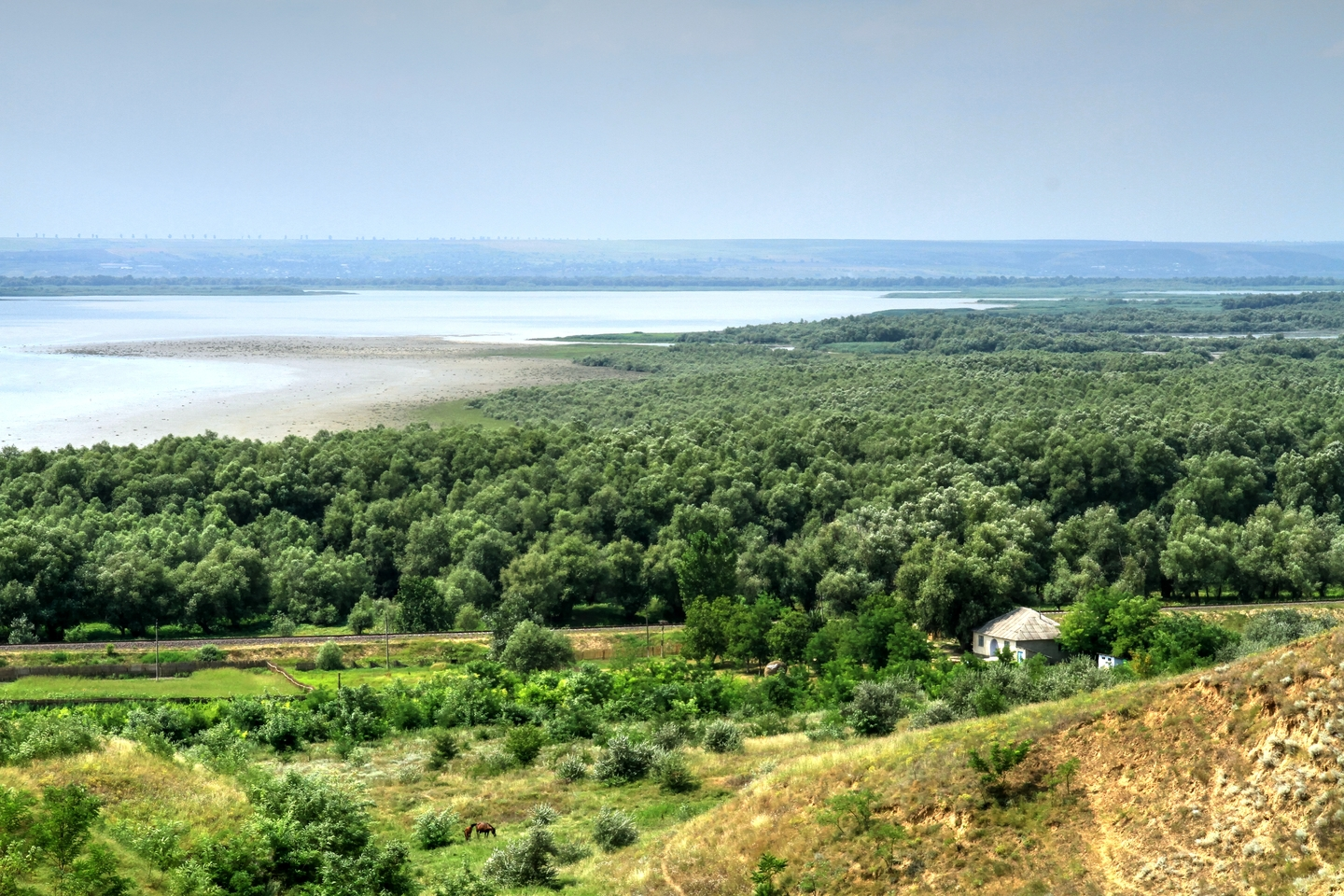
Lago Beleu
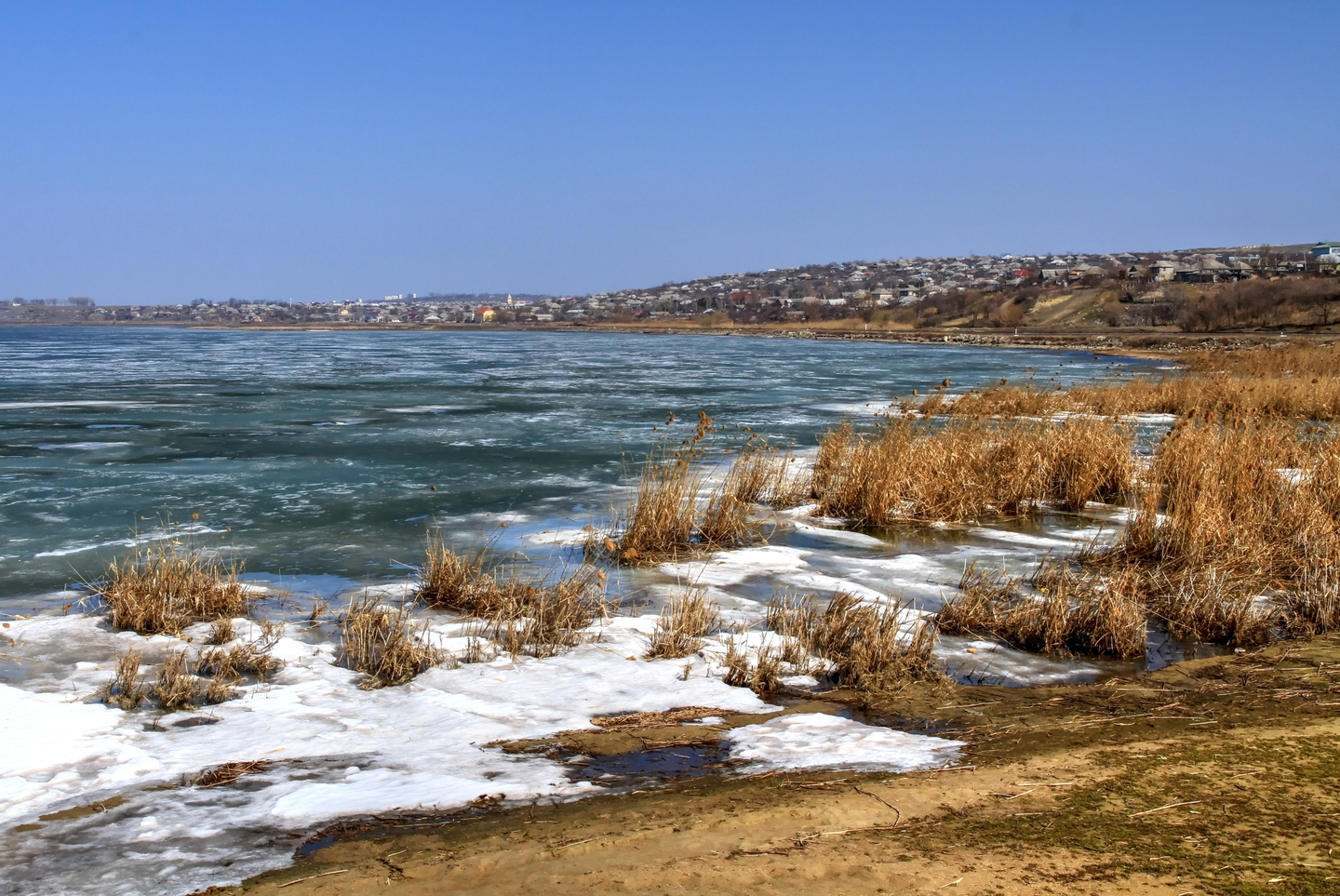
Lago Manta
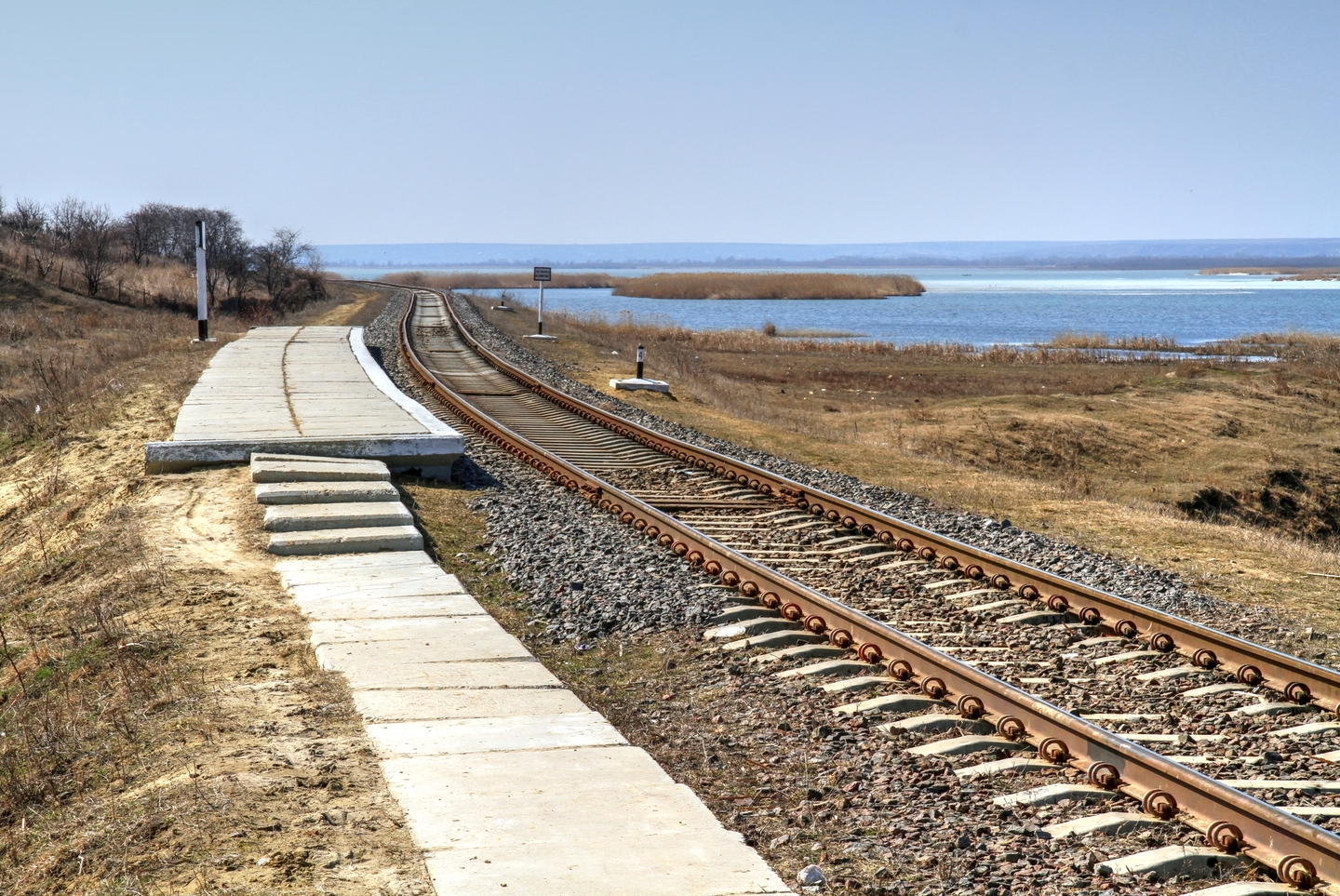
Lago Drachele